# ティパサ
ティパサ (ベルベル語：ⵜⵉⵒⴰⵣⴰ, アラビア語：تيبازة) は、アルジェリア沿岸部にあるティパサ県の県庁所在地。1857年に建造されたその近代的な町並みは、砂浜でひときわ目立っている。町の名前はアラビア語で「荒廃した都市」の意味である。その名前の由来となった古代ローマの遺跡群が町には残り、ユネスコの世界遺産にも登録されている。

## 歴史

### 古代史
ティパサはフェニキア人によって建てられた。クラウディウス帝のときに古代ローマの軍事拠点とされたあと、市 (municipium) になった。その都市は海を見下ろす3つの小丘の上に建てられた。家々のほとんどは中央の丘に建てられたが、その痕跡は残っていない。かわりに、西の丘の大バシリカ (Great Basilica) とアレクサンデル大聖堂 (Basilica Alexander)、東の丘の聖サルサ大聖堂 (Basilica of St Salsa) の計3つの教会堂、2つの墓地、浴場、劇場、アンフィテアトルムなどの廃墟は残っている。また、城壁のラインは明瞭に辿ることが出来るし、東の丘のふもとには港跡がある。
バシリカ群は、モザイク模様に覆われた石棺が並ぶ墓地に囲まれている。ステファヌ・グセル (Stéphane Gsell) に発掘された聖サルサ大聖堂は、一つの身廊と二つの翼廊からなり、モザイク模様がなお残っている。大バシリカは何世紀にも渡って石切り場と化してはいたが、7つの翼廊に分かれていた教会のプラン（平面図）は見て取れる。教会の土台の下で、硬い石の地盤から墓石が切り出された。それらの切り出された跡には、24の石棺を納めるためのスペースの空いた直径18mの円形のものもあった。
キリスト教は早期に伝来し、3世紀にはティパサは司教座になっていたが、住民の多くは非キリスト教徒のままだった。4世紀にあったとされる出来事に、聖女サルサの殉教がある。伝説によれば、キリスト教徒の乙女サルサは、住民が信仰していたヘビの偶像の頭部を海に棄ててしまい、激昂した住民たちの石打ちに遭って、死んでしまったという。奇跡的に海から引き上げられた彼女の亡骸は、港の上の丘に葬られ、そこに小さな礼拝堂が建てられたという。これが後に聖サルサ大聖堂になったとされる。
484年には、ヴァンダルの王フネリック(Huneric)が、この地にアリウス派の司教を派遣した。それから程なくして、住民のほとんどはスペインへ逃げた。その一方で、残った住民たちは苛烈な迫害にさらされた。これ以降、古代都市ティパサは歴史から姿を消す。今も残る荒廃した有様が、後にやってきたアラブ人たちによるものであろうとなかろうと、どちらにしても彼らはこの町には定住することはなかった。

### 近現代史
ティパサ近くには、ティパサラジオ局 (Tipaza longwave transmitter) があり、252kHzでフランス語によるラジオ放送を届けており、ヨーロッパの大部分でも受信可能である。

## 世界遺産
アルジェリアの他のローマ都市遺跡であるジェミラ、ティムガッドなどと同時に、ユネスコの世界遺産に登録された。登録されたのは、ティパサ西部考古公園（Tipasa: Parc archaéologique ouest, 世界遺産ID193-001）、ティパサ東部考古公園 (Tipasa: Parc archaéologique est, ID193-002) 、死者記念塔 (Mausoleum Kbor er Roumia, ID193-003) の3物件である。

### 登録基準
この世界遺産は世界遺産登録基準のうち、以下の条件を満たし、登録された（以下の基準は世界遺産センター公表の登録基準からの翻訳、引用である）。
- (3) 現存するまたは消滅した文化的伝統または文明の、唯一のまたは少なくとも稀な証拠。
- (4) 人類の歴史上重要な時代を例証する建築様式、建築物群、技術の集積または景観の優れた例。

### 危機遺産登録
ティパサの遺跡群は、国立考古学公園となっているが、保護が行き届いておらず、環境の悪化が深刻となっていた。このため、2002年に危機遺産リストに加えられた。その後、保護に関する保護法制や計画が整備されたことにより、2006年に危機遺産リストからは除去された。

## ギャラリー

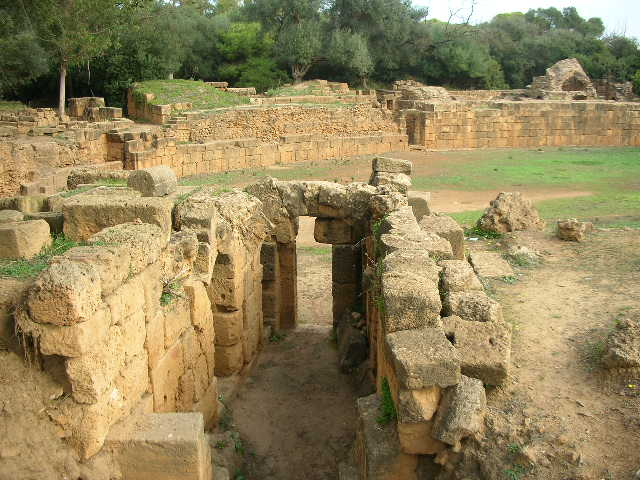
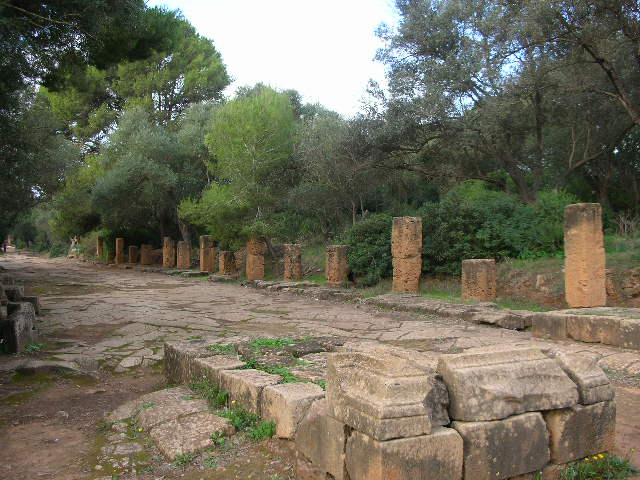
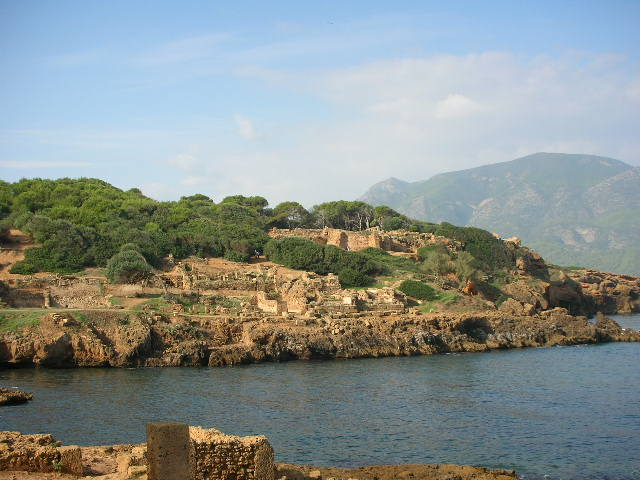